# James Hillman
James Hillman (Atlantic City, New Jersey, 1926. április 12. – Thompson, Connecticut, 2011. október 27.) amerikai pszichológus, aki a zürichi C. G. Jung Institute-ban szerzett képesítést, majd itt oktatott is; az archetipikus pszichológiának szentelte magát. Nyugdíjasként magánpraxist tartott fel, s idejét írással és előadásaira való utazással töltötte, egészen 2011-es haláláig, mely otthonában, Connecticutban érte.

## Életútja
Hillman 1926-ban a New Yersey állambeli Atlantic Cityben született, szülei négy gyermeke közül harmadikként, nevezetesen a Breakers Hotelben, mely egyike volt apja, Julian Hillman szállodáinak. Önmagát európai zsidóként identifikálta. A középiskola elvégzése után tanulmányait a Georgetown University-n folytatta, nemzetközi tanulmányokat hallgatott két évig. Majd 1944 és 1946 között az amerikai hadseregben szolgált, később Párizsban, a Sorbonne-on tanult angol irodalmat, majd a dublini Trinity College-ban szerzett diplomát mentális és erkölcsi tanulmányokból, 1950-ben. 1959-ben doktorált a svájci zürichi egyetemen, és ebben az évben szerzett analitikus diplomát a C.G. Jung Institute-nál, és ezen intézet igazgatójává nevezték ki, a pozíciót 1969-ig töltötte be.
1970-ben a Spring Publications szerkesztője lett, a kiadó az archetipikus pszichológia népszerűsítése mellett mitológiai, filozófiai és művészeti témájú könyveket is publikált. Fő művét, a Re-visioning Psychology-t 1975-ben írta meg, és ezért Pulitzer-díjban részesült. 1978-ban részalapítóként segédkezett a Dallas Institute for Humanities and Culture létrejöttében. 1997-ben könyve „The Soul’s Coda: In Search of Character and Calling a New York Time Best Seller listájára is felkerült. Más szerzők is népszerűsítették filozófiai és pszichológiai gondolatait, például Thomas Moore. Kiadott munkái, esszéi, kéziratai, jegyzetei és levelezései (1999-ig bezárólag) fellelhetők az OPUS Archívum és Kutató Központban, mely Kaliforniában a Pacifica Graduate Institute in Carpinteria-n található.
Hillman háromszor volt nős, harmadik felesége Margot McLean-Hillman, túlélte őt. Első házasságából négy gyermeke (Julia, Carola, Susanne és Laurence) származik. Otthonában érte 2011-ben a halál, szervezetét a csontrák győzte le.

## Munkássága

### Archetipikus pszichológia
Az archetipikus pszichológia úgynevezett politeista pszichológia, azáltal, hogy megpróbálja felismerni azon számtalan fantáziát és mítoszt melyek lelki életünket formálják, s melyeket lelkünk formál. Az ego csupán egyike ezen lelki fantáziáknak. Annak illusztrálására, hogy a psziché többszörös megszemélyesítése lehetséges, Hillman az isteneket, istennőket, félisteneket és egyéb varázslatos figurákat említett példaként, melyek lényeges tulajdonságára egy zenei idézettel referált: „mint a basszus akkordok, melyek a mindennapi élet kis dallamait rezegtetik meg”. Az archetipikus pszichológia a jungi pszichológiai tradíció része és kapcsolódik Jung eredeti analitikus pszichológiájához, de számos tekintetben mégis radikális elhatárolódás attól.
Míg a jungi pszichológia középpontjában az Én (self), és annak konstellációi (ego, anima, animus, árnyék) állnak, addig Hillman archetipikus pszichológiája relativizálja és deriteralizálja az egot, és a pszichét, a lelket, és a pszichikus működés legmélyebb archaikus elemeit helyezi előtérbe, mely „alapvető fantáziák működtetik az életet” (Moore, in Hillman, 1991).
Az archetipikus pszichológia alapjai egyrészt Jung analitikus pszichológiájára, másrészt a klasszikus görög, reneszánsz, és romantika feltevéseire és eszméire épülnek. Hillman munkájára befolyással volt sok művész, költő, filozófus, pszichológus, a listán olyan nevek szerepelhetnek, mint Nietzsche, Heidegger, Keats, Shelley, Petrarca, és Paracelsus. Mindannyian különböznek teóriáikat illetően, de úgy tűnik, hogy egy közös álláspontot képviselnek a psziché témájában.

### Psziché vagy lélek
Hillmant kritikákkal illette a 20. századi pszichológiai irányzatokat (biológiai pszichológia, behaviorizmus, kognitív pszichológia), melyek természettudományos alapokra helyeződtek. Úgy vélte, hogy azok reduktívak, anyagiasak, psziché és lélek nélküli irányzatok. Hillman munkája során azt akarta elérni, hogy a psziché visszakerüljön „az őt megillető helyre” a pszichológiában. Hillman úgy gondolkodik a lélekről, mint egy olyan „szerverről” mely felelős a képzelőerőért, fantáziákért, mítoszokért, és metaforákért. A pszichopatológiában, a pszichés zavarok tüneteiben látja viszont a lélek munkáját. Hillman gondolataiból úgy tűnik ki, hogy a lélek megnyilatkozásai leginkább fantáziaképeken keresztül jelennek meg.

### Álomanalízis
Miután az archetipikus pszichológia tárgya a fantázia, mítosz, és képzelet, így nem meglepő, hogy az álmokat a lélekkel és „lélekkészítéssel” kapcsolatban kiemelkedően fontosnak tartják. Hillman nem hisz abban, hogy az álmok random leképeződései az ébren töltött óráknak, vagy olyan titkos üzenetek, melyek az életvezetésben segíthetnek, ahogy Jung gondolta. Hanem inkább úgy vélte, hogy „az álmok azt mondják meg hol vagyunk, nem pedig azt, hogy mit tegyünk” (1979). Hillman a hagyományos álomértelmezési módszerek ellen érvel, az ő megközelítése inkább fenomenológiai, mint analitikus és értelmező/hermeneutikai. Híres mondása az álomtartalom megragadásával kapcsolatban, „Maradj a képnél”.
Például Hillman bemutatta egyik páciense álmát egy óriás fekete kígyóról. Az álommunka itt megtartaná a kígyó képét és elsősorban azt kellene körülírni, részletezni, nem valami mássá „változtatni” a kígyót. Hillman megjegyzi: „a pillanat mikor értelmezed a kígyót, bemutatod azt, elveszted a kígyót – ekkor a személy elfojtott szexuális vágyak vagy hideg, fekete szenvedély koncepcióját helyezi előtérbe – és a kígyó elveszett. Ezen analízis feladata, hogy a kígyót ott tartsd, a fekete kígyót, és láthatod a fekete kígyó már nem fontos abban a helyzetben, mert megfejtetted, nem szükségesek az álmaid többé, mert meg vannak fejtve.” Fontos kitérni arra, hogy milyen részletek tudhatók a kígyóról, milyen rajz él róla a tudattalanban. A kígyó óriási és fekete, és még? Vedlik talán? Egy sziklán napozik? Éppen áldozatát fogyasztja? Ez a leíró stratégia segít abban, hogy a kígyó képe élő maradjon, és Hillman szerint ez magában hordozza annak lehetőségét, hogy megértsük a pszichét.

### A lélek kódja
Hillman 1997-es könyvében (The Soul's Code: In Search of Character and Calling) felvázolja elméletét, amit a lélek „makk elméletének” nevez. Ezen elmélet szerint minden ember eleve rendelkezik olyan lehetséges egyéni lehetőségekkel, mint ahogy a makk képe kapcsolódik a tölgyfa mintázatához. A könyv részletezi, hogy mennyire egyedi, egyéni energiával rendelkezik minden ember lelke, amely elkíséri az egész élete során és teljes mértékben aktualizálódik az életmű néhány pontján.
Hillman nem ért azzal egyet, hogy az egyéniség fejlődéséhez csupán a környezet és neveltetés a befolyásoló faktor, úgy véli, hogy egy harmadik energia, a lélek egyedisége felelős nagyrészt a különböző karakterek létrejöttében, annak vágyaiért, törekvéseiért. Ellenzi azt a feltevést, hogy a külső faktorok lennének az egyedül felelős dolgok a fejlődésért, például szülők szerepe, ahogy a pszichoanalízisben dominánsan megjelenő gondolat sugallja, bár azzal egyetért, hogy szüleinktől származik genetikai állományunk, és viselkedési mintázatunk. Miközben elismeri, hogy a külső tényezők hasznosságát (hasonló a magok öntözéséhez), de úgy véli, hogy nem csupán ezek a tényezők felelősek az emberi egyéniségért, karakterért, és azok „szárnyalásáért”. Könyvében azt javasolja, hogy fedezzük fel újra a harmadik fő faktort, és így meghatározhatjuk, hogy kik vagyunk és mi a feladatunk az életben.
Hillman azt sugallja, hogy fontos lenne minden egyes embernek átértékelni saját gyermekkorát és jelenét, ill. megpróbálni megtalálni életének személyes célját, a saját makknak a magját. Úgy jellemezte magát, mint aki azért van, hogy segítséget nyújtson újra lelket önteni a világba, a racionalitás és pszichológia mezsgyéjén. Fontosnak tartja a felfelé való növekedést, úgy, mint a lefelé való növekedést is, avagy meggyökerezni a földben, és onnan fejlődni tovább. Gondolatai tovább élnek például olyan romantikus költők, mint Keats és Byron, vagy rock sztárok, például Jeff Buckley és Kurt Cobain munkáiban.

## Kötetei
Hillman köteteiből magyarországi nyilvános és szakkönyvtárainkban angol és német nyelvű kiadványok találhatók. Magyar nyelvre a Sigmund Freudról szóló egyik kötetét fordították le. Freud's own cookbook lásd Freud saját szakácskönyve / szerk. James Hillman és Charles Boer; ill. Jeff Fisher ; magyarosította és lábjegyzetekkel fűszerezte Hárs György Péter; [... az utószót írta Hárs György Péter]. Budapest : Múlt és Jövő K., 2010 (Nepeś. Múlt és Jövő pszichológia) 289 p.

### Magyarul
- Freud saját szakácskönyve; szerk. James Hillman, Charles Boer, ill. Jeff Fisher, magyarosította és lábjegyzetekkel fűszerezte Hárs György Péter; Múlt és Jövő, Bp., 2010 (Nepes. Múlt és Jövő pszichológia)

## Fordítás
- Ez a szócikk részben vagy egészben a James Hillman című angol Wikipédia-szócikk fordításán alapul.  Az eredeti cikk szerkesztőit annak laptörténete sorolja fel. Ez a jelzés csupán a megfogalmazás eredetét és a szerzői jogokat jelzi, nem szolgál a cikkben szereplő információk forrásmegjelöléseként.